# Lista de prêmios e indicações recebidos por Alexandre Pires

## Billboard Latin Music Awards
| Ano  | Categoria                           | Nomeação        | Resultado |
| ---- | ----------------------------------- | --------------- | --------- |
| 2002 | Pop Álbum do Ano, Artista Revelação | Alexandre Pires | Indicado  |
| 2002 | Melhor Artista do Ano               | Ele mesmo       | Venceu    |
| 2003 | Melhor Álbum Pop Latino do Ano      | Alexandre Pires | Indicado  |
| 2003 | Artista do Ano                      | Ele mesmo       | Venceu    |
| 2003 | Melhor Cantor Latino Revelação      | Ele mesmo       | Indicado  |
| 2003 | Faixa Latina Pop do Ano             |                 | Indicado  |

## Festival Internacional de Viña del Mar
| Ano  | Categoria        | Nomeação | Resultado |
| ---- | ---------------- | -------- | --------- |
| 2005 | Tocha de Prata   |          | Venceu    |
| 2005 | Tocha de Ouro    |          | Venceu    |
| 2005 | Gaivota de Ouro  |          | Venceu    |
| 2020 | Gaivota de Prata |          | Venceu    |
| 2020 | Gaivota de Ouro  |          | Venceu    |

## Festival Nacional da Música de Canela
| Ano  | Categoria | Nomeação  | Resultado |
| ---- | --------- | --------- | --------- |
| 2012 | homenagem | Ele mesmo | Venceu    |

## Grammy Latino
| Ano  | Organização                  | Nomeação                                          | Resultado |
| ---- | ---------------------------- | ------------------------------------------------- | --------- |
| 1999 | Melhor Dueto                 | Gloria Estefan Feat Alexandre Pires "Santo Santo" | Venceu    |
| 2001 | Engenharia de Som            |                                                   | Venceu    |
| 2003 | Álbum do Ano                 | Estrela Guia                                      | Indicado  |
| 2013 | Melhor Álbum de Samba/Pagode | Eletrosamba                                       | Venceu    |
| 2017 | Melhor Álbum de MPB          | DNA Musical                                       | Indicado  |

## Melhores do Ano
| Ano  | Organização   | Nomeação  | Resultado |
| ---- | ------------- | --------- | --------- |
| 2002 | Melhor Cantor | Ele mesmo | Venceu    |

## Premio Lo Nuestro
| Ano  | Organização              | Nomeação  | Resultado |
| ---- | ------------------------ | --------- | --------- |
| 2002 | Artista Pop Revelação    | Ele mesmo | Indicado  |
| 2004 | Melhor Artista Masculino | Ele mesmo | Indicado  |

## Premio Ondas
| Ano  | Organização              | Nomeação  | Resultado |
| ---- | ------------------------ | --------- | --------- |
| 1999 | Artista Revelação Latino | Ele mesmo | Venceu    |

## Prêmio Tu Musica
| Ano  | Organização       | Nomeação                 | Resultado |
| ---- | ----------------- | ------------------------ | --------- |
| 2002 | Melhor Disco      | "Es Por Amor"            | Venceu    |
| 2003 | Melhor Vídeo Clip | "Melhor Vídeo ClipAmame" | Venceu    |

## Prêmios Raça Negra
| Ano  | Organização   | Nomeação  | Resultado |
| ---- | ------------- | --------- | --------- |
| 2005 | Melhor Cantor | Ele mesmo | Venceu    |

## World Music Awards
| Ano  | Organização                                            | Nomeação          | Resultado |
| ---- | ------------------------------------------------------ | ----------------- | --------- |
| 1998 | Disco Mais Vendido da Indústria Fonográfica Brasileira | Só Pra Contrariar | Venceu    |